# Anisostena ariadne
Anisostena ariadne là một loài bọ cánh cứng trong họ Chrysomelidae. Loài này được Newman miêu tả khoa học năm 1841.